# Кастельротто
Кастельротто (італ. Castelrotto) — муніципалітет в Італії, у регіоні Трентіно-Альто-Адідже,  провінція Больцано.
Кастельротто розташоване на відстані близько 530 км на північ від Рима, 70 км на північний схід від Тренто, 19 км на північний схід від Больцано.

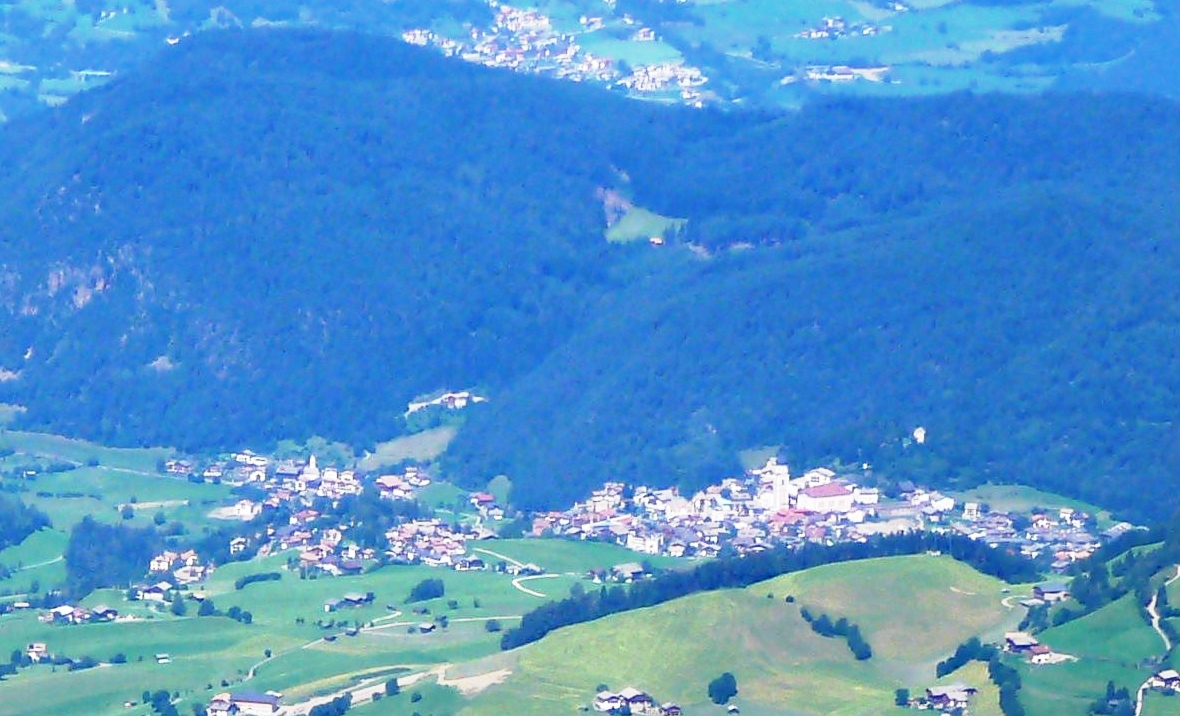

Населення — 6703 особи (2014).

## Демографія
Населення за роками:

Станом на 1 січня 2023 року в муніципалітеті офіційно проживали 632 іноземці з 50 країн, серед них 294 громадяни країн Євросоюзу та 23 громадяни України.

## Сусідні муніципалітети
- Барб'яно
- Кампітелло-ді-Фасса
- Фіє-алло-Шиліар
- Лайон
- Ортізеї
- Понте-Гардена
- Ренон
- Санта-Кристіна-Вальгардена
- Тірес